# Людожери (фільм)
«Людожери» (фр. Les Ogres) — французький трагікомедійний фільм, знятий Леаю Фенер. Світова прем'єра стрічки відбулась 6 жовтня 2015 року на Сен-Жан-де-Люзькому міжнародному кінофестивалі. Фільм розповідає про життя пересувної театральної трупи.

## У ролях
- Адель Енель — Мона
- Лола Дуеньяс — Лола
- Франсуа Фенер — Франсуа
- Інес Фенер — Інес
- Марк Барбе — мосьє Делояль
- Антоні Бажон — молодик з каравану

## Визнання
| Нагороди та номінації фільму «Людожери» | Нагороди та номінації фільму «Людожери»  | Нагороди та номінації фільму «Людожери»       | Нагороди та номінації фільму «Людожери» | Нагороди та номінації фільму «Людожери» | Нагороди та номінації фільму «Людожери» |
| Рік                                     | Кінопремія / Кінофестиваль               | Категорія / Нагорода                          | Номінант                                | Результат                               |                                         |
| --------------------------------------- | ---------------------------------------- | --------------------------------------------- | --------------------------------------- | --------------------------------------- | --------------------------------------- |
| 2016                                    | Роттердамський міжнародний кінофестиваль | Приз Big Screen                               | «Людожери»                              | Перемога                                |                                         |
| 2016                                    | Тайбейський міжнародний кінофестиваль    | Гран-прі міжнародного конкурсу нових талантів | «Людожери»                              | Номінація                               |                                         |
| 2016                                    | Одеський міжнародний кінофестиваль       | Найкращий фільм                               | «Людожери»                              | Номінація                               |                                         |
| 2016                                    | Кінофестиваль у Кабурі                   | «Золотий Сван» за найкращий фільм             | «Людожери»                              | Перемога                                |                                         |
| 2017                                    | Премія «Люм'єр»                          | Найкращий фільм                               | «Людожери»                              | Номінація                               |                                         |
| 2017                                    | Премія «Люм'єр»                          | Найкращий режисер                             | Леа Фенер                               | Номінація                               |                                         |
| 2017                                    | Премія «Люм'єр»                          | Найкращий сценарій                            | Леа Фенер, Катрін Паїльє, Бріжит Сі     | Номінація                               |                                         |